# Johan Sigismund von Møsting

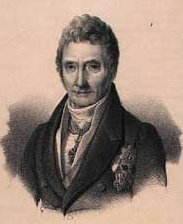
Johan von Mösting.

Johan Sigismund von Møsting, född 2 november 1759, död 16 september 1843, var en dansk politiker.
Møsting var 1803-1814 president i tyska kansliet, 1813-1831 finansminister och president i räntekammaren, 1814-1841 gehejmestatsminister, 1838-1842 chef för Det Kongelige Bibliotek samt 1840-1843 överkammarherre. Møsting var en duglig ämbetsman, som utövade stort inflytande på Fredrik VI och tog betydlig del i finansförvaltningens reformering 1814-1816, vilken dock till följd av de förtvivlade ekonomiska förhållandena efter kriget 1807-14 inte kunde fullföljas så långt som Møsting önskade.